# Coltrane Jazz
Coltrane Jazz från 1961 är ett jazzalbum med John Coltrane. 

## Låtlista
Musiken är skriven av John Coltrane om inget annat anges.
1. Little Old Lady (Hoagy Carmichael) – 4:24
2. Village Blues – 5:24
3. My Shining Hour (Harold Arlen/Johnny Mercer) – 4:53
4. Fifth House – 4:42
5. Harmonique – 4:13
6. Like Sonny – 5:56
7. I'll Wait and Pray (Jerry Valentine/George Treadwell) – 3:35
8. Some Other Blues – 5:37

Bonusspår på cd-utgåvan från 2000
1. Like Sonny [alternativ version 1] – 6:03
2. I'll Wait and Pray [alternativ tagning] (Jerry Valentine/George Treadwell) – 3:28
3. Like Sonny [alternativ version 2] – 8:25
4. Village Blues [alternativ tagning] – 6:18

## Inspelningsdata
Inspelad i Atlantic Studios, New York
24 november 1959 (spår 1, 7, 10)
2 december 1959 (spår 3–6, 8)
26 mars 1959 (spår 9, 11)
21 oktober 1960 (spår 2, 12)

## Musiker
- John Coltrane –tenorsax
- Wynton Kelly – piano (spår 1, 3–8, 10)
- McCoy Tyner – piano (spår 2, 12)
- Cedar Walton – piano (spår9, 11)
- Paul Chambers – bas (spår 1, 3–11)
- Steve Davis – bas (spår 2)
- Jimmy Cobb – trummor (spår 1, 3–8, 10)
- Elvin Jones – trummor (spår 2, 12)
- Lex Humphries – trummor (spår 9, 11)